# Eratoneura teshi
Eratoneura teshi är en insektsart som först beskrevs av Hepner 1972.  Eratoneura teshi ingår i släktet Eratoneura och familjen dvärgstritar. Inga underarter finns listade i Catalogue of Life.